# Peucetia viveki
Peucetia viveki là một loài nhện trong họ Oxyopidae.
Loài này thuộc chi Peucetia. Peucetia viveki được Pawan U. Gajbe miêu tả năm 1999.